# Морденіт
Морденіт (рос. морденит; англ. mordenite; нім. Mordenit m) — мінерал, водний алюмосилікат натрію, калію та кальцію каркасної будови, гр. цеолітів.

## Загальний опис
Хімічна формула: 
1. За Є.Лазаренком: Ca(Na2,K2)[AlSi5O12]4•6H2O.
2. За К.Фреєм: (Na2,K2Ca)[Al2Si10O24]•7H2O. 3. За Г.Штрюбелем: (Na2,K2Ca)[AlSi5O12]•7H2O.

Склад у % (з місцевості Морден, Канада): CaO — 2,1; K2O — 3,5; Na2O –2,3; Al2O3 — 11,4; SiO2 — 67,2; H2O — 13,5.
Сингонія ромбічна.
Ромбо-пірамідальний вид.
Утворює голчасті, волокнисті, таблитчасті і променисті, нирковидні агрегати.
Кристали мають вертикальну штриховку.
Густина 2,12-2,15.
Твердість від 3-4 до 5-5,5.
Безбарвний, білий, червоний, коричневий.
Блиск скляний.
Вперше знайдені поблизу Мордена (Канада).
Зустрічається в жилах та мигдалинах ріолітів та андезитів, порожнинах базальтів, в осадових породах разом з іншими цеолітами. Іноді асоціює з кварцом. Розповсюджений в бентонітових глинах тутових відкладів Японії. Присутній у цементі пісковиків та як аутигенний мінерал у крейді.
Рідкісний.
За назвою місцевості Морден, Нова Шотландія, Канада (H.How, 1864).